# Percy Marmont
Pour les articles homonymes, voir Marmont.
Percy Marmont est un acteur anglais, né le 25 novembre 1883 à Londres (Angleterre), où il est mort le 3 mars 1977.

## Biographie
Percy Marmont débute au théâtre dans les années 1900, au cinéma en 1916, et participe à plus de quatre-vingts films jusqu'en 1968, partageant sa carrière entre son pays natal et les États-Unis. Notamment, en 1925, il interprète le rôle-titre de Lord Jim (film américain de Victor Fleming), dans la première adaptation cinématographique du roman de Joseph Conrad. Mentionnons également sa collaboration à trois films de la période britannique d'Alfred Hitchcock (dans les années 1930), ainsi qu'à deux films français, en 1937 et 1954 (le second est une coproduction). Enfin, expérience unique, il est le réalisateur (et acteur) d'un moyen métrage en 1955 — voir filmographie ci-dessous —.
À la télévision, il apparaît dans quelques séries au cours des années 1950.

## Filmographie partielle

### Au cinéma
- 1918 : Les Jeux du sort (The Turn of the Wheel) de Reginald Barker
- 1918 : Les Yeux morts (Rose of the World) de Maurice Tourneur (court métrage)
- 1919 : The Winchester Woman de Wesley Ruggles
- 1920 : Slaves of Pride de George Terwilliger
- 1921 : L'Inexorable (Without Benefit of Clergy) de James Young
- 1921 : Love's Penalty de John Gilbert
- 1923 : La Bonne Étoile (The Man Life Passed By) de Victor Schertzinger
- 1923 : La Lumière qui s'éteint (The Light That Failed) de George Melford
- 1923 : Épaves humaines (You Can't Get Away with It) de Rowland V. Lee
- 1924 : Le Fatal Mirage (The Shooting of Dan McGrew) de Clarence G. Badger
- 1924 : Les Ennemis du sexe (The Enemy Sex) de James Cruze
- 1924 : The Marriage Cheat de John Griffith Wray
- 1924 : Legend of Hollywood de Renaud Hoffman
- 1924 : The Clean Heart de J. Stuart Blackton
- 1925 : Just a Woman d'Irving Cummings
- 1925 : Daddy's Gone A-Hunting de Frank Borzage
- 1925 : L'École des mendiants (The Street of Forgotten Men) de Herbert Brenon
- 1925 : Lord Jim de Victor Fleming
- 1925 : Le Sultan blanc (Infatuation) d'Irving Cummings
- 1925 : Fine Clothes de John M. Stahl
- 1925 : A Woman's Faith d'Edward Laemmle
- 1926 : Le Bel Âge (Fascination Youth) de Sam Wood
- 1926 : Mantrap de Victor Fleming
- 1926 : Aloma des mers du Sud ou Aloma (Aloma of the South Seas) de Maurice Tourneur
- 1928 : Ossi hat die hosen an (Sir or Madame) de Carl Boese (coproduction germano-britannique)
- 1930 : The Squeaker d'Edgar Wallace
- 1931 : À l'est de Shanghaï (Rich and Strange) d'Alfred Hitchcock
- 1931 : The Loves of Arianne de Paul Czinner[2]
- 1935 : Vanity d'Adrian Brunel
- 1936 : La Conquête de l'air (Conquest of the Air) d'Alexander Esway, Alexander Shaw, Zoltan Korda et John Monk Saunders
- 1936 : Quatre de l'espionnage (Secret Agent) d'Alfred Hitchcock
- 1937 : Action for Slander de Tim Whelan et Victor Saville
- 1937 : Les Perles de la couronne de Sacha Guitry et Christian-Jaque
- 1937 : Jeune et Innocent (Young and Innocent) d'Alfred Hitchcock
- 1942 : Penn of Pennsylvania de Lance Comfort
- 1942 : Those Kids from Town de Lance Comfort
- 1953 : Four Sided Triangle de Terence Fisher
- 1954 : Monsieur Ripois de René Clément
- 1955 : The Captain's Table (moyen métrage ; + réalisateur)
- 1955 : Des pas dans le brouillard (Footsteps in the Fog) d'Arthur Lubin
- 1956 : L'Homme de Lisbonne (Lisbon) de Ray Milland
- 1968 : Hostile Witness de Ray Milland

### À la télévision (séries télévisées)
- 1956 : Colonel March ou Les Aventures du colonel March (Colonel March of Scotland Yard), Saison unique, épisode 12 La Mort et le singe (Death and the Other Monkey) d'Arthur Crabtree
- 1957 : The New Adventures of Charlie Chan, Saison unique, épisode 8 Highland Fling de Leslie Arliss

## Théâtre (sélection)
- 1907-1908 : The Private Secretary de Charles Hawtrey (à Bristol)
- 1912-1913 : The Glad Eye de José G. Levy (à Bristol)
- 1938-1939 : Drawing Room de Thomas Browne, avec Fay Compton (à Bristol)
- 1938-1939 : A Party for Christmas de N. C. Hunter, avec Milton Rosmer (à Londres)